# Hazaraspiden
Die Hazaraspiden (persisch هزاراسپیان, DMG Hazāraspiyān), auch Atabegs von Großluristan (اتابکان لر بزرگ, Atābakān-i Lur-i buzurg) genannt, waren eine muslimische Dynastie kurdischer Herkunft, welche von 1148 bis 1424 über ein südwestiranisches Fürstentum herrschte, das vor allem den Osten und Süden von Luristan im Zāgros-Gebirge, aber auch Teile der angrenzenden Provinzen Chusistan, Fars und Dschibal umfasste. Die in Idhadsch (Īḏaǧ, heute Izeh) residierenden Hazaraspiden mussten meist die Oberherrschaft anderer Dynastien anerkennen und waren somit im Laufe der Zeit Vasallen der Großseldschuken, Anuschteginiden, Ilchane, Muzaffariden und Timuriden, bis Letztere schließlich ihrer Herrschaft ein Ende setzten.

## Name
Der Name der Dynastie leitet sich vom persischen Namen Hazarasp (هزاراسپ, Hazārasp) ab, welchen der zweite Herrscher der Dynastie trug und der auf Deutsch „[Der mit] tausend Pferden“ bedeutet. Die Dynastie war auch unter ihrem Beinamen Fadlawi (Faḍlawī, von Faḍlūya, einem Schabankara-Anführer) bekannt; die Perser nennen sie oft einfach nur Großluren.
Die Verwendung des türkischen Titels Atabeg (neben Malik) ist etwas irreführend, da die Hazaraspiden nicht türkischstämmig waren und – was noch wichtiger ist – auch nie die eigentliche Rolle eines Atabegs (die Erziehung eines seldschukischen Prinzen) ausübten.

## Geschichte
Wegen der wenigen Quellen gibt es zum Teil nur widersprüchliche Zeitangaben bezüglich der Regierungszeiten der einzelnen Herrscher. Außerdem gibt es so gut wie keine Angaben zu Themen wie Wirtschaft und Religion in Luristan während dieser Dynastie.
Die Vorfahren der Dynastie sollen aus Nordsyrien über Aserbaidschan nach Luristan eingewandert sein und sich dort 1106 niedergelassen haben. Der Gründer der Dynastie, Abu Tahir, war anfangs ein Befehlshaber der Salghuriden (Atabegs von Fars) und wurde wegen seiner Dienste zum Gouverneur von Kuhgiluya ernannt. Er erlangte aber 1155 die Unabhängigkeit in einem Teil Luristans, dehnte seinen Herrschaftsbereich im Osten bis nach Isfahan aus und nahm den prestigeträchtigen Titel Atabeg an. Er beanspruchte eine Abstammung von dem kurdischen Clan der Schabankara in Luristan. 
Abu Tahirs Sohn Hazarasp half den letzten Choresm-Schahs bei deren Kampf gegen die Iran invadierenden Mongolen und gab Ghiyath ad-Din Pir-Schah, einem Bruder Sultan Dschalal ad-Dins, eine seiner Töchter zur Frau. Auch kämpfte er erfolgreich gegen die Salghuriden und eroberte so weitere Gebiete. Vom Abbasidenkalifen an-Nasir ließ sich Hazarasp in Bagdad als Atabeg von Großluristan bestätigen. 
In den folgenden Jahren kam die Dynastie unter die Oberherrschaft der Mongolen. Malik Hazarasps Sohn und Nachfolger Tekele (oder Degele) begleitete den Großchan Hülegü auf dessen Marsch gegen Bagdad, desertierte dann aber wegen der Ermordung des letzten abbasidischen Kalifen. Er wurde schließlich gefangen genommen und auf Hülegüs Befehl hin in Täbris exekutiert. Tekele folgte sein Bruder Alp-Arghu(n) nach, der 15 Jahre lang herrschte.
Yusuf Schah I., der am Hof der Ilchane aufwuchs, war ein guter Freund des Ilchans Abaqa. Er beteiligte sich an Abaqas Zügen gegen Dailam und wurde von Abaqa als Atabeg bestätigt. Yusuf Schah I. erhielt Chusistan, Kuhgiluya, Firuzan (bei Isfahan) und Golpayagan. Nach Abaqas Tod musste Yusuf Schah dem neuen Ilchan Tegüder gegen dessen Neffen Arghun militärische Hilfe leisten. Tegüder unterlag 1284 seinem Neffen und Yusuf Schah verlor viele seiner Soldaten wegen Verdursten auf dem Rückweg von Ostiran nach Luristan.
Afrasiyab I. versuchte, sein Reich bis zum Persischen Golf auszudehnen, traf dann aber auf den starken Widerstand der Mongolen, die seine Armee im Kuhrudgebirge in der Nähe von Kaschan besiegten. Er wurde von Gaichatu, dem Nachfolger Arghuns, wieder eingesetzt, dann aber auf Befehl Ghazans I. im Oktober 1296 hingerichtet.
Yusuf Schah II. annektierte die Städte Schuschtar, Huwayza und Basra in der ersten Hälfte des 14. Jahrhunderts. Während der Herrschaft von Paschang griffen die Muzaffariden an und die Hauptstadt Idhadsch fiel vorübergehend in deren Hände, bis die Besatzer sich wegen interner Konflikte zurückziehen mussten.
1424 setzte der Timuride Schah Ruch den letzten Hazaraspiden Ghiyath ad-Din ab und beendete so die Dynastie.

## Herrscherliste
- Abu Tahir ibn Muhammad[4] (reg. 1148–1161)
- Nusrat ad-Din Hazarasp ibn Abi Tahir (reg. von 1203/04 bis 1229 oder 1252/53)
- Imad ad-Din ibn Hazarasp (reg. eventuell zw. 1229 und 1248)
- Nusrat ad-Din Kalha ibn Hazarasp (reg. eventuell zw. 1229 oder 1248 und 1251)
- Tekele (oder Degele) ibn Hazarasp (reg. ca. 1257/58–1259)
- Schams ad-Din Alp-Arghu(n) ibn Hazarasp (reg. ca. 1259–1274)
- Yusuf Schah (I.) ibn Alp-Arghu(n) (reg. ca. 1274–1288)
- Afrasiyab (I.) ibn Yusuf Schah (reg. ca. 1288–1296)
- Nusrat ad-Din Ahmad ibn Alp-Arghu(n) (reg. von 1296 bis 1330 oder 1333)
- Rukn ad-Din Yusuf Schah (II.) ibn Ahmad (reg. von 1330 oder 1333 bis 1339)
- Muzaffar ad-Din Afrasiyab (II.) Ahmad[5] (reg. 1339–1355)
- Naur al-Ward ibn Afrasiyab (reg. 1355)
- Schams ad-Din Paschang[6] (reg. 1355–1378)
- Pir Ahmad ibn Paschang (reg. 1378–1408)[7]
- Abu Said ibn Pir Ahmad (reg. ca. 1408–1417)
- Schah Husein ibn Abi Said (reg. ca. 1417–1424)
- Ghiyath ad-Din ibn Kawus ibn Huschang ibn Paschang (reg. 1424)